# 565 Marbachia
565 Marbachia eller 1905 QN är en asteroid i huvudbältet, som upptäcktes 9 maj 1905 av den tyske astronomen Max Wolf i Heidelberg. Den är uppkallad efter Marbach am Neckar i Tyskland.
Asteroiden har en diameter på ungefär 27 kilometer.